# Stanisław Olejniczak (piłkarz)
Stanisław Olejniczak (ur. 18 października 1902 we Lwowie, zm. 23 marca 1975 w Bytomiu) – polski piłkarz grający na pozycji obrońcy. Zawodnik lwowskich klubów. Ojciec Aleksandra, szwagier Mieczysława Batscha.

## Kariera piłkarska
Stanisław Olejniczak karierę sportową rozpoczął w Sparcie Lwów, w której stanowił o sile zespołu. Największym sukcesem w karierze było dotarcie do finału pierwszej edycji Pucharu Polski w sezonie 1925/1926, gdzie jego drużyna przegrała 1:2 z Wisłą Kraków.

## Kariera trenerska
Stanisław Olejniczak po zakończeniu kariery był trenerem TS Lewandówki Lwów.

## Życie prywatne
Stanisław Olejniczak ożenił się z siostrą reprezentanta Polski, olimpijczyka z Paryża 1924 – Mieczysława Batscha. Mieli razem syna Aleksandra, piłkarza Polonii Bytom. Zmarł 23 lutego 1975 roku w Bytomiu w wieku 72 lat.

## Sukcesy
- Finał Pucharu Polski: 1926